# Hoplia sibuyana
Hoplia sibuyana är en skalbaggsart som beskrevs av Moser 1924. Hoplia sibuyana ingår i släktet Hoplia och familjen Melolonthidae. Inga underarter finns listade i Catalogue of Life.